# Ungdomseuropamästerskapen i friidrott
Ungdomseuropamästerskapen i friidrott, U18-EM i friidrott, är friidrottstävlingar som förekommer vartannat år för friidrottare under 18 års ålder, (ungdomskategorin).
Skapandet av tävlingen härrör från 2013 års kongress av Europeiska Friidrottsförbundet, med syftet att upplyfta sporten bland unga i Europa. Maxdeltagandet per land i varje tävlingsgren är två friidrottare. Ungdomseuropamästerskapen i friidrott är den tredje åldersklassen som anordnas av Europeiska Friidrottsförbundet, i följd av Junioreuropamästerskapen i friidrott (först anordnad för friidrottare under 20 år under 1970) och Europamästerskapen U23 i friidrott (först anordnad 1997).
Tävlingen anordnades första gången år 2016, vilket betyder att tävlingen pågår åren mellan European Youth Olympic Festival anordnas, en annan tävling som förekommer vartannat år.

## Värdar
| Nr | År   | Artikel  | Huvudarena                  | Ort             | Land      |
| -- | ---- | -------- | --------------------------- | --------------- | --------- |
| 1  | 2016 | Detaljer | New Athletics Arena Dighomi | Tbilisi         | Georgien  |
| 2  | 2018 | Detaljer | Aqua Sports Center          | Győr            | Ungern    |
| 3  | 2022 | Detaljer | Hebrew University Stadium   | Jerusalem       | Israel    |
| 4  | 2024 | Detaljer | Národný Atletický Štadión   | Banská Bystrica | Slovakien |